# ولاية العصابة

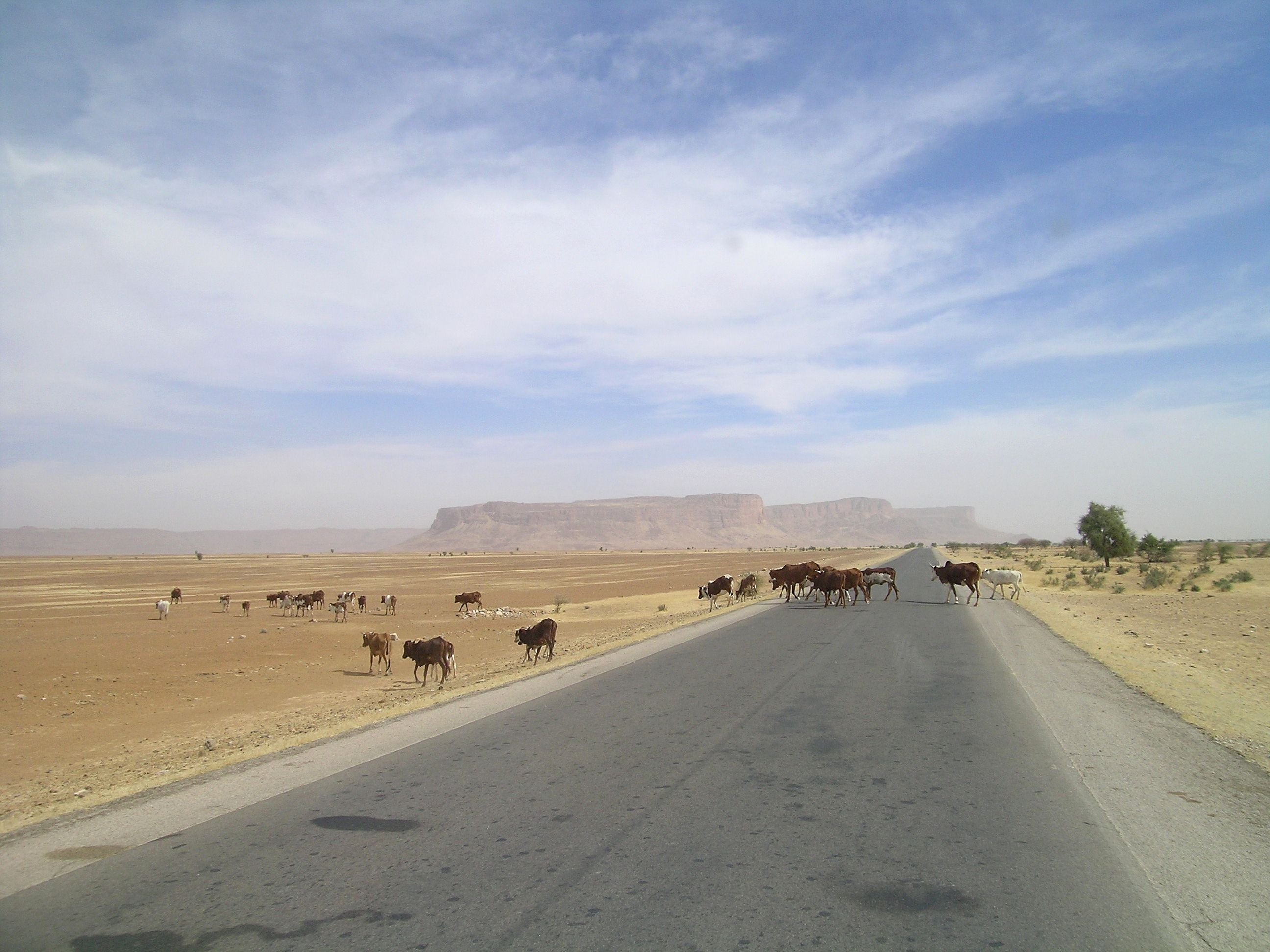
طريق الأمل في العصابة.

ولاية العصابة ولاية موريتانية وعاصمتها كيفة تقع على بعد 600 كم إلى الجنوب الشرقي من نواكشوط، وهي تشمل ثلاثة مناطق كانت تعرف تاريخياً بأسماء مختلفة وهي الرقيبة وآفطوط والعصابة، وكان الفرنسيون قد أسموا هذه المناطق مجتمعة باسم دائرة العصابة.
وتبلغ مساحة العصابة حوالي 36 600 كم مربع، وهي رابع ولاية من حيث تعداد السكان بعد نواكشوط، والحوض الشرقي، وكركل، موزعة على خمس مقاطعات، وستة وعشرون بلدية، وهي ولاية رعوية بمتياز تكثر فيها الواحات، توجد فيها عدة بحيرات مثل: بحيرة كنكوصة، بحيرة كارل، بحيرة كاغي، بحيرة المبَحْرة، والبحير، وبحيرة أجار، تحتوي على شبكة من الطرق الحضرية تربط بين المقاطعات وعاصمة الولاية، وعدد كبير من السدود.

## السكان
يبلغ تعداد السكان حسب آخر إحصاء 2013م، 325197 نسمة.

## التقسيم الإداري

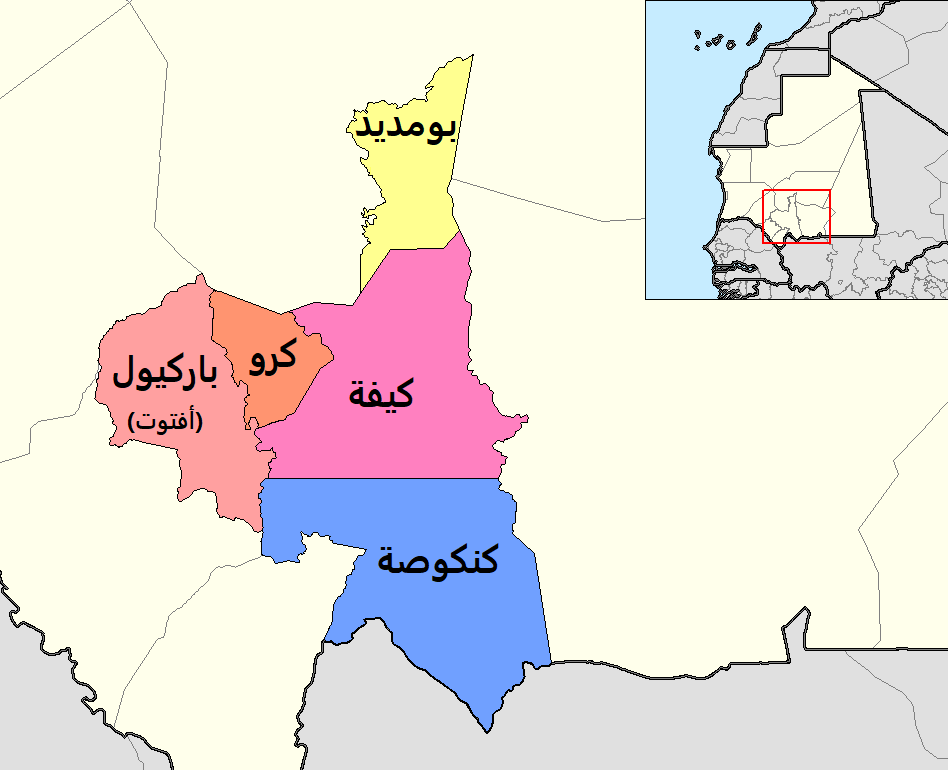
مقاطعات لعصابة

وتضم لعصابه خمسة مقاطعات هي:
- مقاطعة باركيول وتضم البلديات :

| - باركيول | - بولحراث | - دغفك | - الغبرة | - كلير | - لبحير | - العويسي | - إرظيظيع | - احسي الطين | - الأفطح |
- مقاطعة بومديد وتضم البلديات :

| - بومديد | - حسي الطين | - لفتاح |  |
- مقاطعة كرو وتضم البلديات :

| - كرو | - الغايرة | - كامور | - ودي الجريد |  |
- مقاطعة كنكوصة وتضم البلديات :

| - كنكوصة | - بلاجميل | - ساني | - هامد | - تناها |  |
- مقاطعة كيفة وتضم البلديات :

| - آغورط | - الملك | - كروجل | - لكران | - انواملين | - كيفة |
| المقاطعة       | المساحة(كم2) | السكان تعداد 25 مارس 2013 |
| -------------- | ------------ | ------------------------- |
| باركيول(أفتوت) | 7,000        | 79,901                    |
| بومديد         | 4,700        | 7,917                     |
| كرو            | 3,600        | 44,870                    |
| كنكوصة         | 10,600       | 82,495                    |
| كيفة           | 10,700       | 110,714                   |

## مشاهير لعصابة
- المصطفى ولد محمد السالك
- أحمد ولد بوسيف
- محمد المصطفى ولد أحمدو
- المرابط سيدي محمود
- عبد الله بن المرابط سيدي محمود "النهاة"
- محمد الأمين الشنقيطي
- المهدي ولد الناهي ولد أجيد
- اسيدي ولد الغوث قائد معركة البيض 1909
- الولي الطالب مصطف القلاوي مؤسس قصر السلام في العصابة

المصادر :
- موقع اللجنة المكلفة بتخليد خمسينية الاستقلال
- موريتانيا عبر العصور